# Renoncule de Laponie
Ranunculus lapponicus
Espèce
Synonymes
- Anemone nudicaulis A.Gray[2]
- Coptidium lapponicum (L.) Gandog.[3]
- Coptidium lapponicum Gand.[2]
- Ranunculus altaicus Laxm.[2]
- Ranunculus lapponicus L.[2]
- Ranunculus sulphureus var. altaica (Laxm.) Trautv.[2]

La Renoncule de Laponie, Ranunculus lapponicus, est une espèce de plantes herbacées de la famille des Renonculacées. Elle a une distribution circumpolaire, se développant principalement dans les zones humides, par exemple près des cours d'eau.